# Danske stednavne
Danske stednavne er stednavne på dansk eller tidligere dansk område, det vil sige i Kongeriget Danmark, Sydslesvig, Skåne, Halland og Blekinge. Stednavne giver mulighed for at udlede viden om landområders tidlige historie med hensyn til bebyggelse, samfundsstruktur og samfærdsel og er en vigtig kilde til Danmarks tidlige kulturhistorie. Nordisk Forskningsinstitut ved Københavns Universitet har registreret over 200.000 danske stednavne, hvoraf Stednavneudvalget samme sted har autoriseret stavemåden for ca. 25.000, som således er de autoriserede stednavne i Danmark.

## Danske stednavnes afgrænsning
Stednavneformer, der forekommer i Danmark, er ikke altid alene begrænset til dette område, men kan ligeledes forekomme i andre lande (sprogområder), og ligeledes kan enkelte stednavne forekommende i Danmark anses som fremmede, idet deres hovedområde ligger uden for Danmarks historiske grænser.
Enkelte stednavnetyper, fx bebyggelsesnavne på -ing(e), -sted og -um (= olddansk hēm) forekommer i alle germanske sprog (tysk -ingen, -stedt, -heim; engelsk -ing, -stead, -ham) og er således ældre end disse sprogs opsplitning. Senere opstod en skarp sproggrænse fra Egernførde syd om Hedeby og langs Danevirke og Trene til Husum, som er sydgrænsen for danske stednavne.
Da grænserne mellem de nordiske sprog derimod aldrig har været skarpe, forekommer de fleste af Danmarks stednavnetyper over hele Norden og bør rettelig behandles under et med svenske og norske navne. Mange af dem har dog karakteristiske danske former, der også kendetegner Skåne og Halland, mens Blekinge i stednavnemæssig henseende overvejende er en fortsættelse af Småland.
Desuden findes i Danmark kun ganske få stednavne fra andre sprog, blandt andre enkelte vendiske navne i det sydlige Danmark og frisiske navne i Vadehavsområdet.

## Former og betydninger
Danske stednavne kan inddeles efter i hovedsagen tre retningslinjer:
1. hvad, de betegner (stednavneklasser);
2. deres opbygning (en-, to- eller flerledddede former);
3. deres betydningsmæssige indhold.

### Stednavneklasser
Danske stednavne kan inddeles efter, hvad de betegner:
1. større eller samlede landområder (fx øer, halvøer)
2. mindre landområder (fx syssel, herred)
3. landskabselementer, såkaldte "naturnavne" (vandløb, højdedrag, fremspring mv)
4. bebyggelsesnavne
5. marknavne.

Stednavne inddeles oftest i bebyggelsesnavne, der direkte betegner menneskelig bebyggelse, og naturnavne, der betegner landskabelige træk såsom søer og vandløb, terrænformationer og bevoksning. Naturnavnes betydning kan dog også, uden afledning eller bøjning, udvides til at betegne nærliggende bebyggelse (Lemvig, Karrebæksminde (= munding, tysk -münde)).
Da danske bebyggelsesnavne sproghistorisk set er mere konstante, hvorimod naturnavne har en tendens til at udskiftes gennem tiden, vil de førstnævnte ofte have et ældre præg og være de sværest gennemskuelige med hensyn til etymologi.

### Sammensatte og usammensatte typer
Ligeledes kan stednavne inddeles i to grundtyper:
1. sammensatte stednavne (to- eller flerleddede),
2. usammensatte stednavne, såkaldte korttyper.

De hyppigste danske navnetyper, de sammensatte stednavne, består ligesom i mange andre sprogområder af en sammensætning af to sprogled, kaldet for- og efterled. De sammensatte stednavnes led består af sprogenes nominale ordforråd, det vil sige navneord og tillægsord, idet den almindeligste stednavnetype er kombinationen af to navneord, enten ved sammensætning eller ved sammenbinding med ejefald, eller kombinationen af et tillægsord og et navneord. For- og efterled undersøges hver for sig. Efterleddene viser sig at optræde i et begrænset antal, men hver for sig i forholdsvis mange tilfælde. Derfor inddeler stednavneforskningen som hovedregel først stednavnene efter deres efterled. Efterfølgende undersøges for efterleddet blandt andet, hvilke forled de har: landskabsbetegnelser, kulturbetegnelser, fællesbetegnelser, personnavne eller andet. Ofte viser der sig at være en karakteristisk fordeling, hyppig forekomst eller omvendt manglende forekomst mellem typer af forled og et bestemt efterled. Navne kan også være dannet med aflednings- eller endog bøjningsefterled.
I Danmark findes også enleddede stednavne. Disse viser sig at kunne opdeles i dem, der består af ord, som fortsat anvendes, og som ofte betegner let forståelige landskabsforhold (Bjerg, Dal, Holm, Kær, Lund, Næs med flere), og dem, der er dannede ved afledning (-n, -s, -und, -t).

#### Reciprokering
Hvis en bebyggelse i historiens løb opdeles i flere, eller hvis det er nødvendigt at skelne mellem enslydende navne, der kan forveksles, kan de udvides med ekstra led, der sætter dem i forhold til hinanden, gerne adjektiviske som Nørre, Sønder, -ovre, -nedre osv.; men substantiviske udvidelser som Kirke Hvalsø, Sø Torup og Tveje Merløse eller kombination med et andet stednavn som Snoldelev Hastrup og Nykøbing Falster forekommer også. Denne udvidelsesproces kaldes reciprokering.

### Stednavnenes betydningsmæssige indhold
I langt de fleste tilfælde vil det være muligt umiddelbart at forstå et stednavns betydningsmæssige indhold. I andre tilfælde vil dette indhold fremstå, hvis man søger tilbage til de tidligste kilder, hvor stednavnets oprindelige stednavneform forekommer. Som eksempel kan nævnes, at den nordøstsjællandske landsby Tikøb benævnes i Esrum Klosters jordebog 1158-77 "Tiwitcop". Ordet er treleddet: efterleddet -cop betyder -køb, det vil sige "købt ejendom". Forleddet menes at være Tīwitha-, der formentlig skal opdeles i Tī-, en guddom, og with, ved eller skov, samlet således Tiwith eller "gudeskoven", et navn der måske har sin parallel i det svenske Tiveden.

## Danske stednavnes tidsfæstelse
Et vigtigt led i udforskningen af danske stednavne er selvsagt deres tidsfæstelse. Stednavne i Danmark nævnes første gang i kilder fra 1200-1400-tallet, blandt andet i Kong Valdemars Jordebog, men er langt ældre. Mange navne stammer fra Germansk Jernalder, og mange fra Vikingetiden. En række stednavneformer synes først at være taget i brug i middelalderen eller senere. Navneforskere er i dag forsigtige med en nøjagtig datering af navnene, men i danske stednavnes tilfælde kan flere holdepunkter for en tidsfæstelse i hovedtræk findes i England.
Når stednavneforskerne vil tidsfæste stednavne, bruger de dels sproglige, dels fordelings- og udbredelsesmæssige fremgangsmåder.
Således viser sprogforskningen, at der blandt de allerældste stednavne i Danmark findes en del ønavne, fx Fyn, Als, Mors med flere, der er dannede med germanske afledningssuffikser (-n, -s), der viser sig ikke længere at være produktive ved Folkevandringstidens germanske bosættelse i England. Disse navne må derfor være ældre end denne germanske bosættelse fra 400-tallet e.Kr., det vil sige fra før germansk jernalder.
I udbredelsesmæssig henseende er det først og fremmest danske stednavne-endelsesformers forekomst i Danelagen (og Normandiet), der har været vejledende for en (grov) tidsfæstelse af stednavne til tre hovedtyper:
1. de endelser, der var i anvendelse i vikingetiden, da bosættelserne i Danelagen og Normandiet fandt sted;
2. de endelser, der er ældre og ophørt med at være i brug til navngivning allerede inden vikingetiden;
3. de endelser, der først er taget i brug til navngivning efter vikingetidens ophør.

I jernalderen er de typiske efterled (eller afledningssuffikser) -ing(e), -sted og -um (= hēm) samt -lev og -løse, hvoraf de første har en fællesgermansk udbredelse, hvorimod de sidste forekommer i mere afgrænsede områder.
En hovedkilde til stednavneendelser, der var i brug i vikingetiden, er forekomsten af disse i Danelagen i Østengland, som danske vikinger bebyggede fra slutningen af 800-tallet, idet navnene her afspejler denne tids nordiske navneskik. Hermed er det muligt at bestemme, hvilke navnetyper der, også i selve Danmark, hører hjemme i denne tid. Det drejer sig typisk om efterleddene -by, -toft(e) og -torp (> -trup, -drup, -rup).
Kristendommens indførelse i Norden og dens indflydelse på personnavneskikken giver også vigtige fingerpeg om vikingetidens stednavneskik, hvis navnets forled er et personnavn eller betegner kirkelige forhold (fx Bistrup = biskops torp).
Fra tidlig middelalder er efterleddene -bøl(le), -have, -køb, -løkke, -ris, -rød og -tved typiske. Også rent sproghistoriske kriterier som fravær af omlyd eller af forskellige ældre ejefaldsendelser i forleddet kan medvirke til at datere stednavne til denne periode, da ingen af delene er produktive efter vikingetidens afslutning.
Danmarks stednavneforråd må i sammenligning med andre europæiske landes betegnes som præget af kontinuitet og ensartethed, idet området ikke har oplevet sprogskifter i den periode, hvor navnene er givet; således er de ældste navnes sprogtrin, urgermansk og urnordisk, ophav til senere navnes sprogtrin, oldnordisk og olddansk, lige til det i dag talte sprog; centraleuropæiske og østeuropæiske stednavnetyper rummer derimod ofte flere lag, keltiske, romanske, germanske og slaviske.